# Limnebius evanescens
Limnebius evanescens é uma espécie de insetos coleópteros polífagos pertencente à família Hydraenidae.
A autoridade científica da espécie é Kiesenwetter, tendo sido descrita no ano de 1866.
Trata-se de uma espécie presente no território português.